# Mirka Koželuhová
Miroslava « Mirka » Koželuhová (née le 25 juillet 1952) est une joueuse de tennis tchécoslovaque, professionnelle au début des années 1970. Elle est aussi connue sous le nom de Mirka Bendlová.
En 1974, elle a remporté l'Open d'Autriche contre Mima Jaušovec.  

## Palmarès

### Titre en simple dames
| No | Date       | Nom et lieu du tournoi                     | Catégorie | Surface      | Finaliste     | Score    |  |
| -- | ---------- | ------------------------------------------ | --------- | ------------ | ------------- | -------- |  |
| 1  | 15/07/1974 | Head Cup Austrian Championships, Kitzbühel |           | Terre (ext.) | Mima Jaušovec | 6-3, 6-0 |  |

### Finale en simple dames
Aucune

### Titre en double dames
Aucun

### Finale en double dames
Aucune

## Parcours en Grand Chelem

### En simple dames
| Année | Open d'Australie (janvier) | Open d'Australie (janvier) | Internationaux de France | Internationaux de France | Wimbledon | Wimbledon | US Open | US Open | Open d'Australie (décembre) | Open d'Australie (décembre) |
| 1973  | -                          | -                          | 1er tour (1/32)          | M. Navrátilová           | -         | -         | -       | -       | n/a                         | n/a                         |
| 1974  | -                          | -                          | 2e tour (1/16)           | Julie Heldman            | -         | -         | -       | -       | n/a                         | n/a                         |
| 1975  | -                          | -                          | 1er tour (1/32)          | Wendy Gilchrist          | -         | -         | -       | -       | n/a                         | n/a                         |
| 1978  | n/a                        | n/a                        | 1/4 de finale            | Brigitte Simon           | -         | -         | -       | -       | -                           | -                           |

À droite du résultat, l’ultime adversaire.

### En double dames
| Année | Open d'Australie | Open d'Australie | Internationaux de France     | Internationaux de France  | Wimbledon | Wimbledon | US Open | US Open |
| 1973  | -                | -                | 1er tour (1/16) V. Kodesova  | F. Bonicelli M. Fernández | -         | -         | -       | -       |
| 1974  | -                | -                | 1er tour (1/16) M. Neumanova | R. Giscafré A. Nasuelli   | -         | -         | -       | -       |
| 1975  | -                | -                | 2e tour (1/8) M. Kroschina   | P. Teeguarden R. Tomanová | -         | -         | -       | -       |

Sous le résultat, la partenaire ; à droite, l’ultime équipe adverse.

### En double mixte
N'a jamais participé à un tableau final.